# Chelonus contractellus
Chelonus contractellus är en stekelart som först beskrevs av Vladimir Ivanovich Tobias 1991.  Chelonus contractellus ingår i släktet Chelonus och familjen bracksteklar. Inga underarter finns listade i Catalogue of Life.